# قبو مهبلي
القبو المهبلي، هو الجزء العلوي من المهبل، وهي عبارة عن ردب أو تجويف تشكّل عبر الجزء المهبلي من عنق الرحم.

## بناء
ينقسم  القبو المهبلي إلى:
- القبو الخلفي، وهو التجويف الأكبر خلف عنق الرحم. وهو قريب من ردبة دوغلاس.
- هناك ثلاث تجاويف أصغر في الأمام وعلى الجانبين:
  - القبو الأمامي قريب من الجيب المثاني الرحمي.
  - الأقبية الجانبية الوحشية.

## التحفيز الجنسي
أثناء الجماع الجنسي في الوضع التبشيري، يصل طرف القضيب إلى القبو الأمامي، بينما في وضع الدخول الخلفي يصل إلى القبو الخلفي.
يبدو أن الأقبية المهبلية قريبة من منطقة الشهوة الجنسية و ردبة دوغلاس، التي تقع بالقرب من القبو الخلفي.

## روابط خارجية
- Grossanatomy/dissector/practical/pelvis/pelvis14.html في موقع (MedEd) التابع لجامعة لويولا.
- صور تشريحية:43:10-0201 في مركز داونستيت الطبي التابع لجامعة نيويورك – "The Female Pelvis: The Vagina"
- صور نسيجية: 19401loa — نظام تعلم علم الأنسجة في جامعة بوسطن – "Female Reproductive System: cervix, longitudinal"
- تشريح دارتموث figures/chapter_35/35-2.HTM